# NXT Vengeance Day (2022)
L'édition 2022 de Vengeance Day est un Premium Live Event de catch (lutte professionnelle) produit par la World Wrestling Entertainment (WWE), une fédération de catch (lutte professionnelle) américaine qui est diffusée et visible en paiement à la séance sur le WWE Network. Cet événement met en avant les Superstars de NXT, le club-école de la compagnie. L'événement a eu lieu le 15 février 2022 au WWE Performance Center à Orlando (Floride). Il s'agit de la seconde édition de Vengeance Day. 

## Contexte
Les spectacles de la World Wrestling Entertainment (WWE) sont constitués de matchs aux résultats prédéterminés par les scénaristes de la WWE. Ces rencontres sont justifiées par des storylines – une rivalité avec un catcheur, la plupart du temps – ou par des qualifications survenues dans les shows de la WWE telles que Raw, SmackDown et NXT. Tous les catcheurs possèdent une gimmick, c'est-à-dire qu'ils incarnent un personnage gentil (Face) ou méchant (Heel), qui évolue au fil des rencontres. Un événement comme Vengeance Day est donc un événement tournant pour les différentes storylines en cours,.

## Tableau des matchs
| Ordre par numéros                                                                         | Résultat                                                                                              | Stipulation(s) | Temps |
| ----------------------------------------------------------------------------------------- | --- | --- | ----- |
| 1                                                                                         | Pete Dunne bat Tony D'Angelo                                                                          | Weaponized Steel Cage match | 9:52  |
| 2                                                                                         | Toxic Attraction (Gigi Dolin et Jacy Jayne) (c) (avec Mandy Rose) bat Indi Hartwell et Persia Pirotta | Tag Team match pour les NXT Women's Tag Team Championship                                                                                | 7:54  |
| 3                                                                                         | Carmelo Hayes (c) (avec Trick Williams) bat Cameron Grimes                                            | Match simple pour le NXT North American Championship                                                                                     | 15:57 |
| 4                                                                                         | Creed Brothers (Julius et Brutus Creed) (avec Malcolm Bivens) battent MSK (Wes Lee et Nash Carter)    | Tag Team match - Finale du tournoi Dusty Rhodes Tag Team Classic L'équipe gagnante deviendra aspirante n°1 aux NXT Tag Team Championship | 9:36  |
| 5                                                                                         | Bron Breakker (c) bat Santos Escobar (avec Legado del Fantasma)                                       | Match simple pour le NXT Championship | 12:05 |
| La lettre C placée entre parenthèses désigne la personne ou l’équipe championne en titre. | | |       |